# Cerambyx clavipes
Cerambyx clavipes is een keversoort uit de familie van de boktorren (Cerambycidae). De wetenschappelijke naam van de soort werd voor het eerst geldig gepubliceerd in 1771 door Forster.